# Mientras otros duermen siesta
Mientras otros duermen siesta era un programa de televisión chileno, emitido por Canal 13 entre 1964 y 1968. Presentaba temas de interés femenino, como por ejemplo, jardinería, confección, y cocina. Fue presentado por Alicia Quiroga, Vicky Córdova y Gabriela Velasco.
El programa se iniciaba a las 14:00 (hora local) y era emitido de lunes a sábado. Poseía diversas secciones, como por ejemplo: El menú del día (cocina, presentado por Luty Mujica), Guaripola (humor, presentado por Andrés Rojas Murphy), Modas (presentado por Flora Roca), Gran Santiago (conversación, presentado por Alberto Rodríguez), Música-visión (con Miguel Davagnino) y Jardinería.
En 1967, después de cada programa de Mientras otros duermen siesta de lunes a viernes, y como parte del mismo bloque de programación, se emitían las telenovelas El amor tiene cara de mujer (argentina, emitida anteriormente por Canal 13 en 1965) y Los días jóvenes (considerada la primera teleserie chilena).
Mientras otros duermen siesta finalizó sus transmisiones el 31 de diciembre de 1968, siendo reemplazado por Pasado meridiano a partir del 7 de abril, un programa que conservó varios elementos de su predecesor, y que se mantuvo al aire hasta mediados de los años 70.